# Shuttarna III
Shuttarna (III) (fl. XIV secolo a.C.) potrebbe essere stato un sovrano del regno di Mitanni durante il XIV secolo a.C.
Figlio di Artatama II compare, nei testi ittiti, come il principale avversario di Shattiwaza, il figlio di Tushratta, che con l'aiuto del re ittita Šuppiluliuma I, tentò, con successo, di riprendere il trono di Mitanni usurpato da  Artatama.
Non è chiaro se Shuttarna sia mai salito effettivamente al trono prima di venire sconfitto. Secondo alcuni storici Shattuara I potrebbe però essere un fratello di Shuttarna. Se ciò fosse vero starebbe a indicare come la vittoria di Shattiwaza fosse stata effimera.